# La Pedraja de Portillo
La Pedraja de Portillo est une commune de la province de Valladolid dans la communauté autonome de Castille-et-León en Espagne.

## Sites et patrimoine
Les édifices les plus caractéristiques de la commune sont :
- Église Nuestra Señora de la Asunción
- Chapelle del Cristo

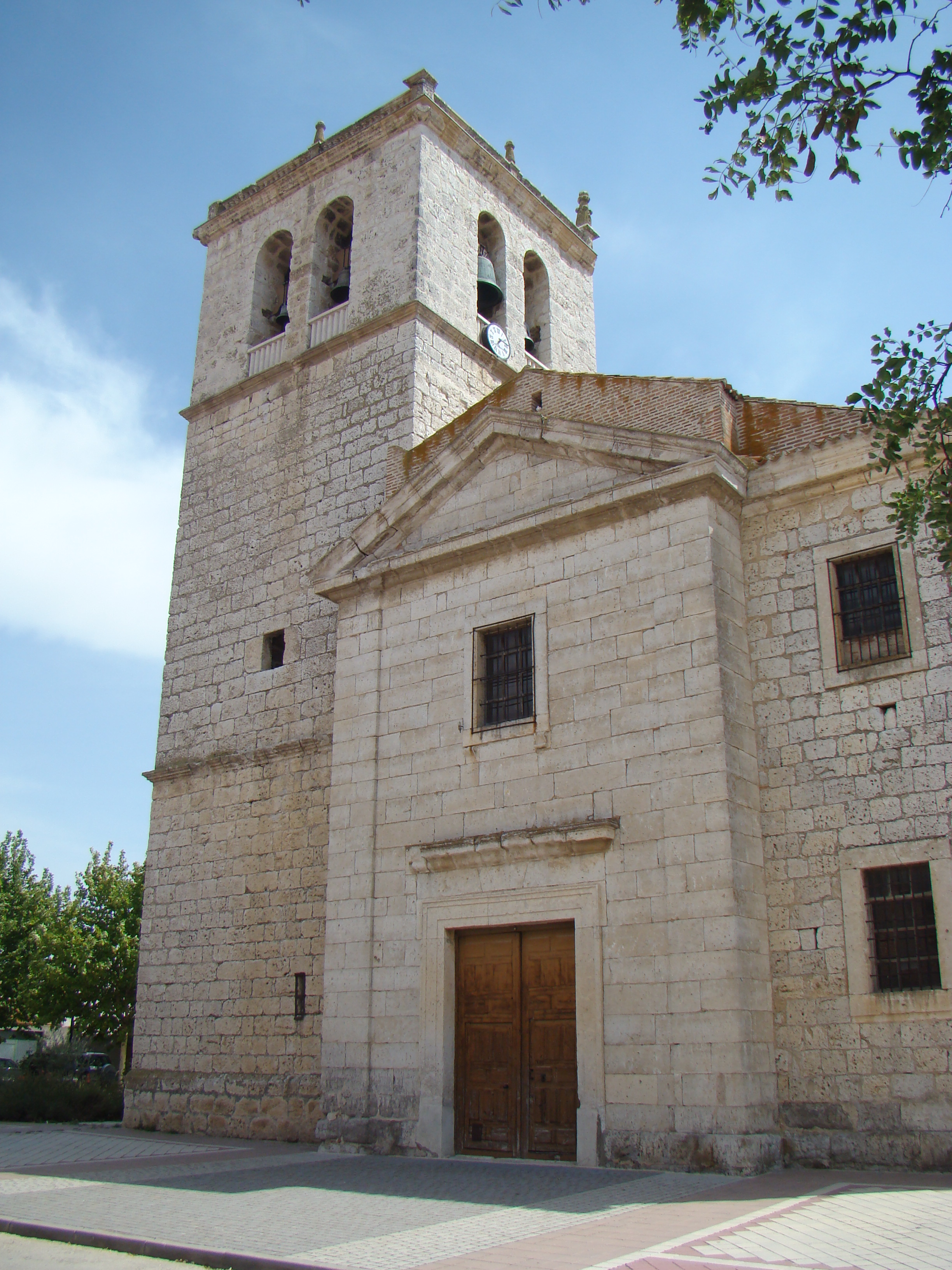
Église Nuestra Señora de la Asunción.
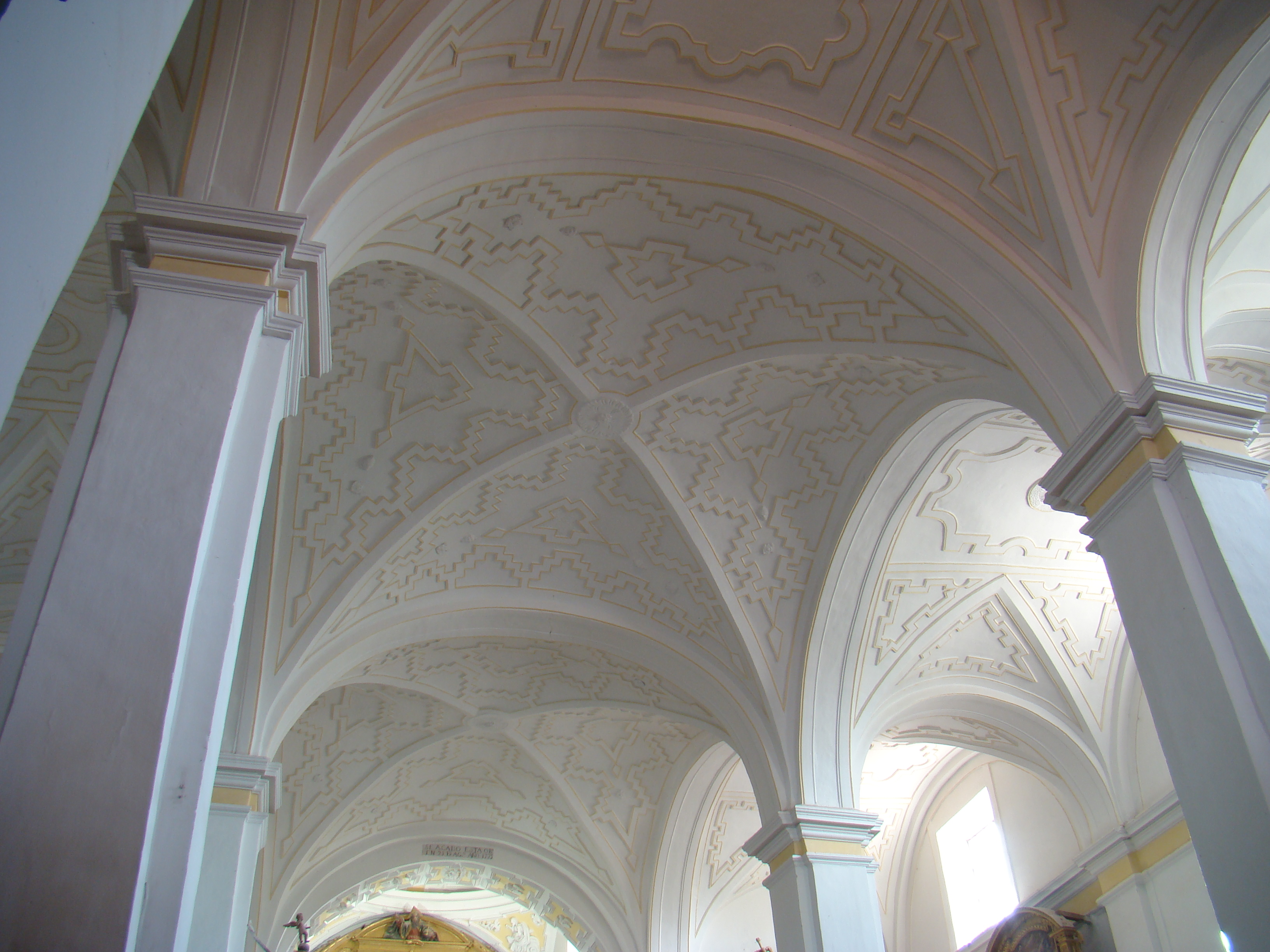
Intérieur de l'église.
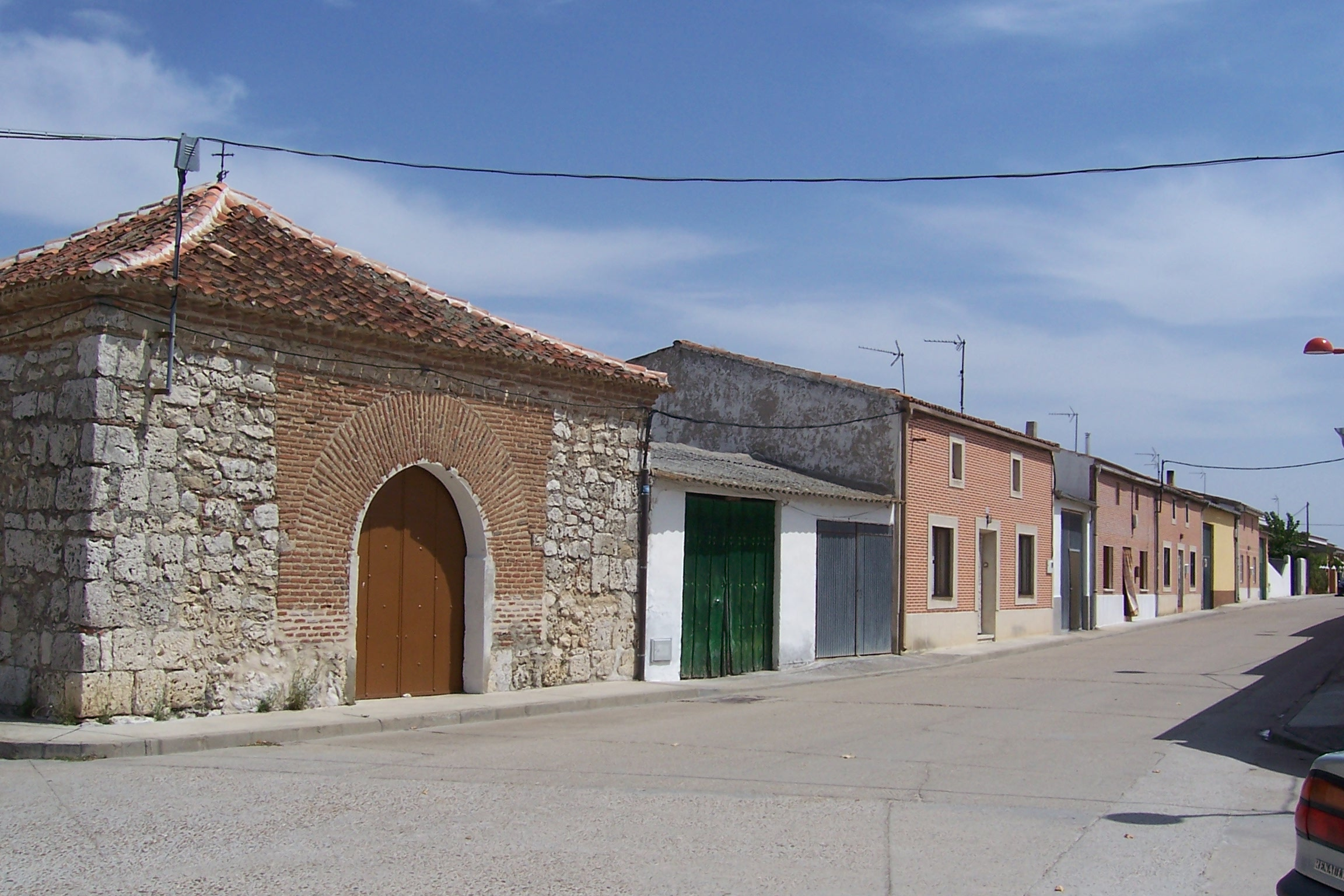
Chapelle del Cristo.